# Río Pola
El río Pola (del ruso: река́ Пола) es un río de la parte noroccidental de la Rusia europea que nace en las colinas Valdai y desagua en el lago Ilmen. Tiene una longitud de 267 km y drena una cuenca de 7.240 km².
Administrativamente, el río discurre por el óblast de Tver (en su inicio un corto tramo) y el óblast de Nóvgorod en la Federación de Rusia.
El río permanece congelado de noviembre-diciembre a marzo-abril.